# Diez mil años
La frase diez mil años o wànsuì era usada para bendecir a los emperadores de China, Japón, Corea y Vietnam desde tiempos antiguos. La frase tiene su origen en la antigua China donde era costumbre dar los respetos al emperador repitiendo la frases varias veces. Por ejemplo Wú huáng wànsuì, wànsuì, wànwànsuì (吾皇萬歲，萬歲，萬萬歲, literalmente Que mi Emperador [viva y gobierne por] diez mil años, diez mil años, diez mil [veces] diez mil años.). Usualmente se traduce como ¡Larga Vida!, ya que la connotación de diez mil en el sistema de numeración de la antigua china era de infinito, inconmensurable. Su uso en general es análogo a la exclamación ¡(Que) viva! en el idioma español.

## Japón

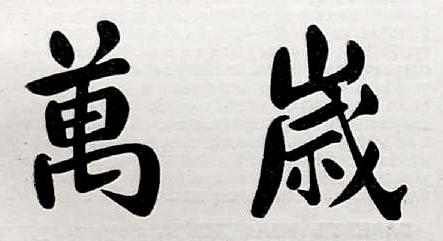
Diez mil años

La expresión china fue introducida en Japón como banzei (Kana: ばんぜい) el siglo VII. También para expresar respeto por el Emperador.
La presentación de "Banzai" es fundada en el período imperial. Banzai fue la forma ritual establecida tras la promulgación de la Constitución del Imperio de Japón en 1889 cuando los estudiantes universitarios gritaron banzai enfrente del carruaje del emperador. El artículo 1 de la Constitución del Imperio de Japón ", explica una fila que duran de diez mil años" (japonés: 万世一系).
En el período imperial tardío durante la Guerra del Pacífico, "Tennô Heika Banzai" (japonés: 天皇陛下万歳) Larga vida a su Alteza Imperial. Se usó durante las cargas banzai o ataques kamikazes suicidas. 
Durante el período posguerra, también se utiliza para la expresión general de alegría y entusiasmo.
Repetirlo tres veces, con los brazos extendidos sobre la cabeza, se podría considerar la forma tradicional japonesa de aplaudir.

## Corea
El mismo término se pronuncia manse en coreano.